# Liste der Naturdenkmale in Bempflingen
| Naturdenkmale | Anzahl |
| ------------- | ------ |
| FND           | 1      |
| END           | 2      |
| Gesamt        | 3      |

Die Liste der Naturdenkmale in Bempflingen nennt die verordneten Naturdenkmale (ND) der im baden-württembergischen Landkreis Esslingen liegenden Gemeinde Bempflingen. In Bempflingen gibt es insgesamt drei als Naturdenkmal geschützte Objekte, davon ein flächenhafte Naturdenkmale (FND) und zwei Einzelgebilde-Naturdenkmal (END).
Stand: 30. Oktober 2016.

## Flächenhafte Naturdenkmale (FND)
| Name                             | Bild | Kennung     | Einzelheiten | Position | Fläche Hektar | Datum         |
| -------------------------------- | ---- | ----------- | ------------ | -------- | ------------- | ------------- |
| Feuchtgebiet im Gewann Hagenbuch | BW   | 81160080604 | Bempflingen  | ⊙        | 0,4           | 20. Feb. 1995 |
| Legende für Naturdenkmal         |      |             |              |          |               |               |

## Einzelgebilde (END)
| Name                             | Bild | Kennung     | Einzelheiten | Position | Fläche Hektar | Datum         |
| -------------------------------- | ---- | ----------- | ------------ | -------- | ------------- | ------------- |
| Baumgruppe im Gewann Holderäcker |      | 81160080605 | Bempflingen  | ⊙        | 0,0           | 20. Feb. 1995 |
| Birnbaum im Gewann Gonse         |      | 81160080602 | Bempflingen  | ⊙        | 0,0           | 20. Feb. 1995 |
| Legende für Naturdenkmal         |      |             |              |          |               |               |